# Zibashahr
Zībāshahr (farsi زيباشهر) è il capoluogo della circoscrizione Gharkan Jonobi dello shahrestān di Mobarakeh, nella Provincia di Esfahan, in Iran. Aveva, nel 2006, una popolazione di 9.071 abitanti. 